# كلية الآداب (جامعة الزقازيق)
'كلية الآداب جامعة الزقازيق هي أحد الكليات التابعة جامعة الزقازيق وتقع بداخل الحرم الجامعى للجامعة. تم إنشاؤها عام 1975 بعد موافقة المجلس الاعلي للجامعات. وكانت تشغل جزء من مبني كلية التربية القديم بشارع فاروق بمدينة الزقازيق. ثم انتقلت الكلية إلى موقعها الحالي في المبنى المستقل لها داخل الحرم الجامعي والذي تم افتتاحه عام 1980. وكان لأول مرة عام 2016 يتم تعيين مدير عام من القيادات الشابة بكلية الآداب وهو الدكتور وائل سلامة شاهين. ويشغل منصب عميد الكلية حاليًا عماد مخيمر.

## الدرجات العلمية
تمنح الكلية الدرجات العلمية التالية:ـ
- درجة الليسانس في الآداب.
- درجة الماجستير والدكتوراه في أحد التخصصات الخاصة بأقسام الكلية بشرط الحصول على تقدير جيد على الأقل.
- دبلوم دراسات عليا في الإعلام أو التنمية الاجتماعية أو في الاجتماع الصناعي.

## أقسام الكلية
تضم أقسام اللغات (اللغة العربية والإنجليزية والفرنسية والاسبانية) وأقسام العلوم الاجتماعية ( علم الاجتماع - علم النفس – التاريخ – الجغرافيا - الفلسفة ) وقسم الدراسات الاعلامية ( قسم المساحة والخرائط ونظم المعلومات الجغرافية ).

## مكتبة الكلية
تم إنشاء مكتبة كلية الآداب عام 1974 – 1975 في مساحة تصل إلى 400 متر. وتتكون المكتبة من عدة أقسام علمية تطابق الأقسام العلمية بالكلية بالإضافة إلى مكتبات متخصصة. تضم المكتبة حوالي 28000 كتاب عربي، و12500 كتاب أجنبي و1500 رسالة عربية و195 رسالة بلغات أجنبية.